# ФК Вакер 2002 (Инсбрук)
ФК „Вакер“ (на немски: Fußballclub Wacker Innsbruck, Фусбалклуб Вакер Инсбрук) е австрийски футболен отбор от град Инсбрук. От сезон 2018/19 г. тимът играе в първото ниво на австрийския клубен футбол Австрийската бундеслига.

## История
Отборът е основан на 21 юни 2002 г. под името „Вакер Тирол“ с идеята да бъде наследник и продължител на традициите на разформирования през 2002 г. инсбрукски ФК Тирол (Инсбрук). След като тази идея не се осъществява на 1 юли 2007 г. е прието името ФК „Вакер“, но отборът не става наследник и продължител и на другия инсбрукски клуб ФК „Вакер“ (Инсбрук, 1915) съществувал от 1915 г. до 1999 г.

## Срещи с български отбори
„Вакер“ се е срещал с български отбори в приятелски срещи.

### „Лудогорец“
С „Лудогорец“ се е срещал два пъти в приятелски мачове. Първият е на 18 юли 2011 г. в Австрия като срещата завършва 5-1 за „Лудогорец“ . Вторият е на 20 юни 2018 г. в австрийския курортен град Йенбах като срещата завършва 2-1 за „Лудогорец“ .

## Успехи
- Шампион на Австрийска първа лига (2): 2003/04, 2017/18